# アマブル＝ギヨーム＝プロスペ・ブルジエール・ド・バラント

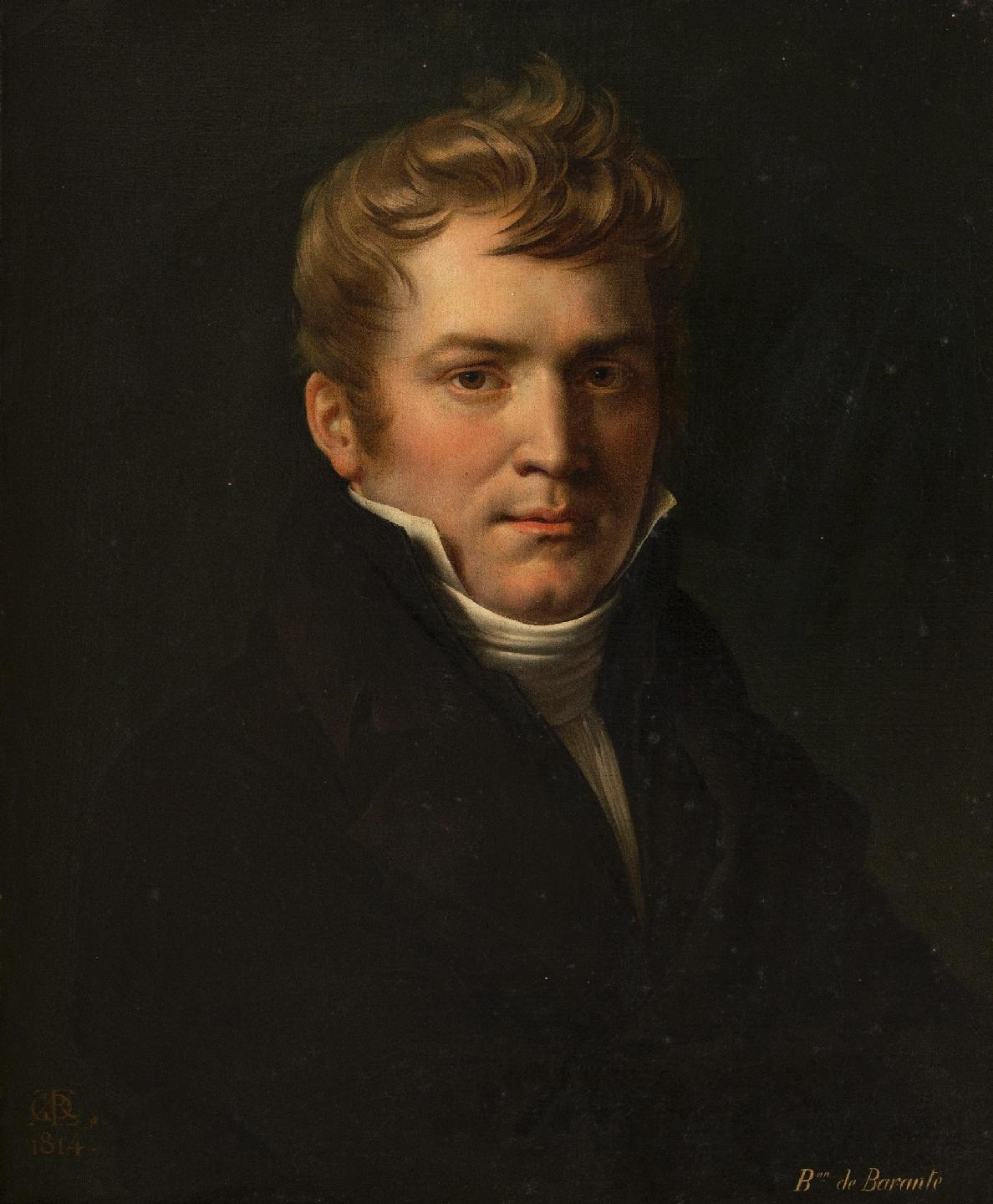
バラント男爵アマブル＝ギヨーム＝プロスペ・ブルジエール、アンヌ＝ルイ・ジロデ・ド・ルーシー＝トリオゾン作、1814年。

バラント男爵アマブル＝ギヨーム＝プロスペ・ブルジエール（フランス語: Amable-Guillaume-Prosper Brugière, baron de Barante、1782年6月10日 - 1866年11月22日）は、フランスの政治家、外交官、歴史家。中道左派とされたバラント男爵はフランスで自身を「自由主義者と称することに恥じる必要もなければ、制約もない」（without any embarrassment or restriction, a Liberal）人物の第一人者である。

## 生涯
クロード＝イニャス・ブルジエール・ド・バラント男爵の息子として、1782年6月10日にリオンで生まれた。16歳のときにパリのエコール・ポリテクニークに入学した後、20歳のときに公務員になった。以降は昇進をつづけ、1806年には国務大臣の監査役を務めるようになった。ドイツ、ポーランド、スペインに相次いで派遣された後、ヴァンデ県知事に就任した。1815年の百日天下が始まったときにはナント知事を務めていたが、すぐに辞任、第二次王政復古の後に国務大臣と内務省の事務局長に任命された。間接税局の事務総長を数年間務めた後、1819年にフランスの貴族に叙された。同時期には自由主義者の間でも目立った存在になっていた。
1830年の七月革命の後、トリノ駐在フランス大使に任命され、1835年にはサンクトペテルブルク駐在フランス大使に任命された。以降国王ルイ・フィリップの治世に一貫して政府を支持、1848年のフランス革命で王政が崩壊すると、同年2月に政界を引退してオーヴェルニュにある領地に戻った。政界引退の直前、レジオンドヌール勲章グランクロスを授与された。1866年11月22日に死去した。

## 著作
- Tableau de la littérature française au dixhuitième siècle（1809年）
- Des communes et de l'aristocratie（1821年） - フリードリヒ・フォン・シラーの著作のフランス語翻訳[3]
- Histoire des ducs de Bourgogne de la maison de Valois（1824年 - 1828年） - バラントはこの著作によりアカデミー・フランセーズ会員に選出された[3]
- Questions constitutionnelles（1850年）[3]
- Histoire de la Convention Nationale（1851年 - 1853年、6巻）[3]
- Histoire du Directoire de la République française（1855年）[3]
- Études historiques et biographiques（1857年）[3]
- La Vie politique de M. Royer-Collard（1861年）[3]
- Souvenirs（1890年 - 1899年、パリ） - 孫により出版[3]